# Sachsen-Merseburg

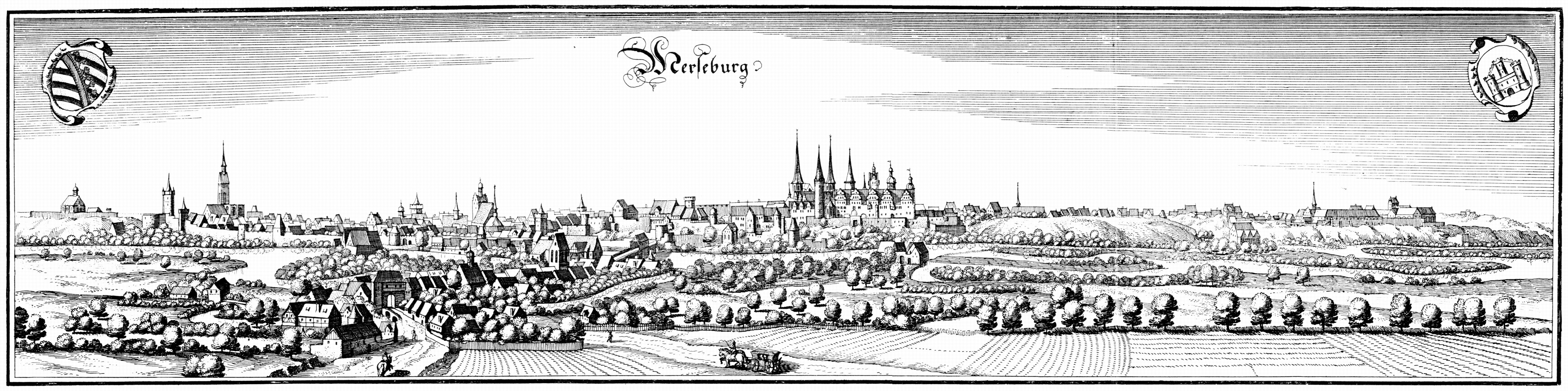
Merseburg 1650

Das Herzogtum Sachsen-Merseburg war ein Territorium des Heiligen Römischen Reiches und bestand von 1657 bis 1738 mit der Residenz Merseburg. Es war im Besitz einer Seitenlinie der albertinischen Wettiner.

## Entstehung

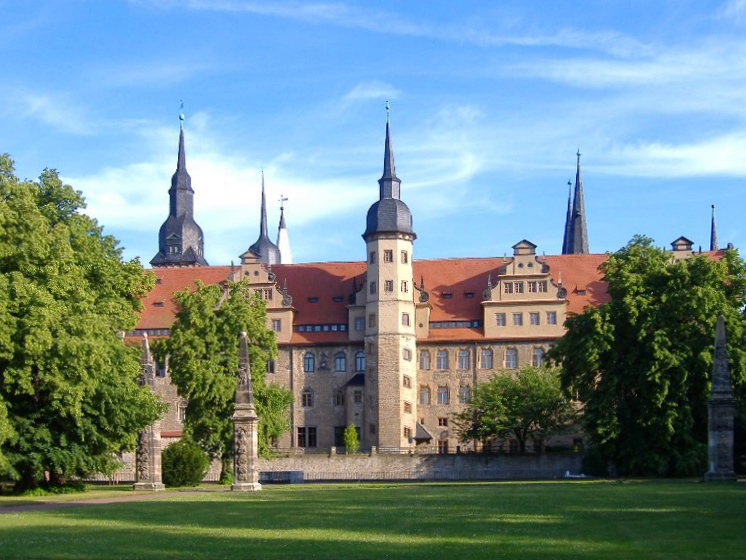
Schloss Merseburg

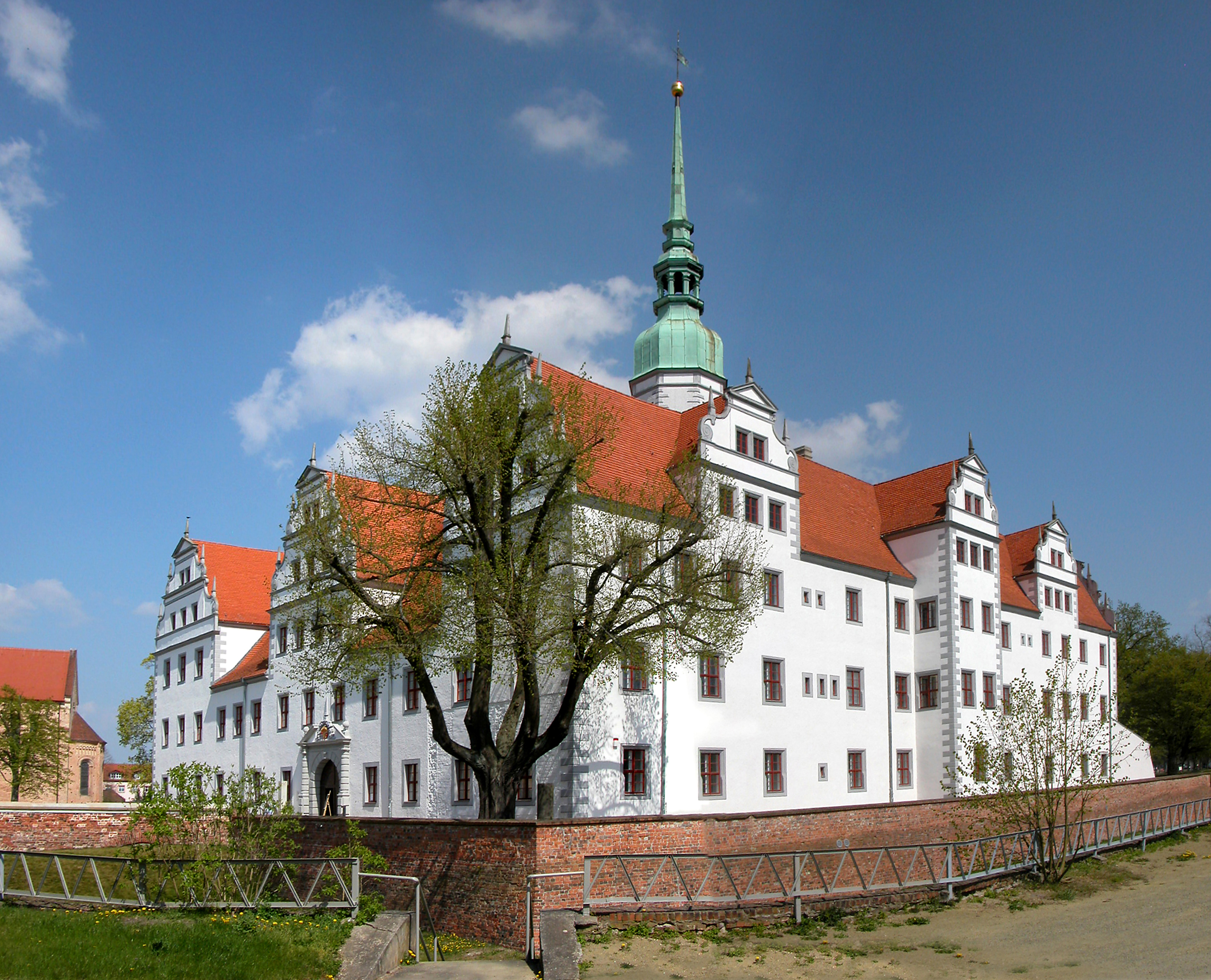
Schloss Doberlug, Nebenresidenz, Jagdschloss und Witwensitz

Der sächsische Kurfürst Johann Georg I. verfügte in seinem Testament vom 20. Juli 1652, dass seine drei jüngeren Söhne Sekundogeniturfürstentümer erhalten sollten. Nachdem der Kurfürst am 8. Oktober 1656 gestorben war, wurde am 22. April 1657 in Dresden der „Freundbrüderliche Hauptvergleich“ sowie 1663 ein weiterer Vergleich geschlossen, in dem die drei Territorien und die zugehörigen Hoheitsrechte endgültig abgegrenzt wurden und bei denen es den Brüdern Johann Georgs II. gelang, einen Teilerfolg hinsichtlich ihrer Souveränitätsbestrebungen zu erzielen. Es entstanden die Herzogtümer Sachsen-Weißenfels, Sachsen-Zeitz und Sachsen-Merseburg.

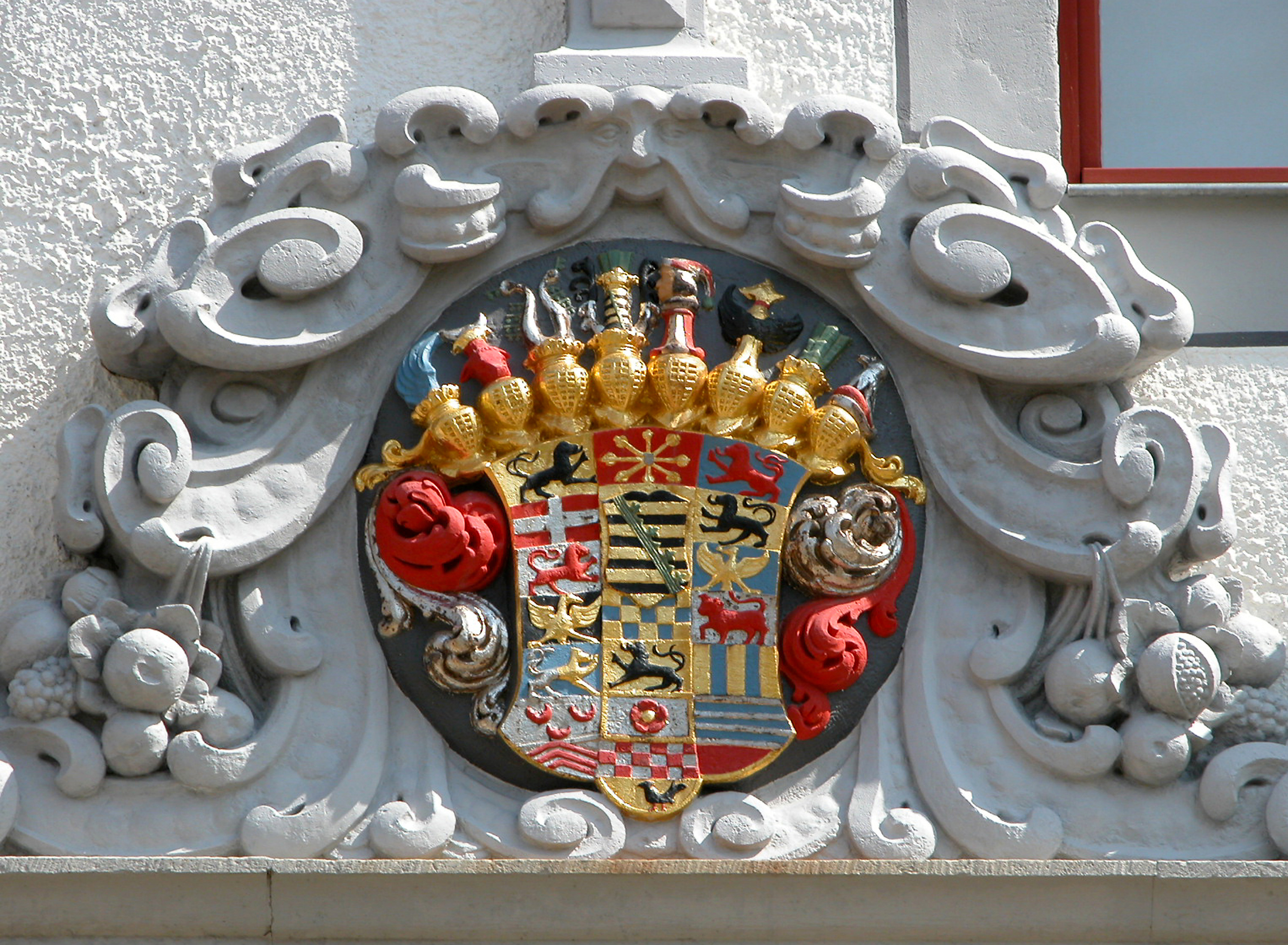
Wappen am Portal des Schlosses Doberlug

Prinz Christian, der drittälteste Sohn erhielt unter anderem die, größtenteils zum seit der der Reformation 1562 sächsischen Hochstift Merseburg gehörenden, Schlösser, Städte, Gemeinden und Ämter Merseburg, Plagwitz, Rückmarsdorf, Delitzsch (mit Schloss Delitzsch), Bad Lauchstädt, Schkeuditz, Lützen, Bitterfeld, Zörbig, die Grafschaft Brehna sowie die Markgrafschaft Niederlausitz, einschließlich der Städte und Schlösser Calau, Luckau, Lübben, Doberlug, Finsterwalde, Döbern, Forst und Guben.
Das Gebiet von Sachsen-Merseburg reichte bis unmittelbar an die Stadtgrenze von Leipzig. Zollort war der heutige Stadtteil Lindenau.

## Zugehörige Ämter
| Amt                                      | Kreis               |
| ---------------------------------------- | ------------------- |
| Amt Merseburg (auch „Küchenamt“ genannt) | Hochstift Merseburg |
| Amt Lauchstädt                           | Hochstift Merseburg |
| Amt Lützen mit Amt Zwenkau               | Hochstift Merseburg |
| Amt Schkeuditz                           | Hochstift Merseburg |
| Amt Delitzsch                            | Leipziger Kreis     |
| Amt Zörbig                               | Leipziger Kreis     |
| Amt Finsterwalde                         | Meißnischer Kreis   |
| Amt Bitterfeld                           | Kurkreis            |
| Markgrafschaft Niederlausitz             |                     |

## Landesherren
- 1656–1691 Christian I. (* 27. Oktober 1615 in Dresden; † 18. Oktober 1691 in Merseburg)
- 1691–1694 Christian II. (* 19. November 1653 in Merseburg; † 20. Oktober 1694 ebenda)
- 1694–1694 Christian III. Moritz (* 7. November 1680 in Merseburg; † 14. November 1694 ebenda), unter Administration Kurfürst Friedrich Augusts I. von Sachsen und unter Vormundschaft seiner Mutter Erdmuth Dorothea von Sachsen-Zeitz
- 1694–1731 Moritz Wilhelm (* 5. Februar 1688 in Merseburg; † 21. April 1731 ebenda), bis 1712 unter Administration Kurfürst Friedrich Augusts I. von Sachsen und unter Vormundschaft seiner Mutter Erdmuthe Dorothea von Sachsen-Zeitz
- 1731–1738 Heinrich (* 2. September 1661 in Merseburg; † 28. Juli 1738 in Doberlug), vorher bereits Herzog von Sachsen-Merseburg-Spremberg

Nach dem Tod des letzten männlichen Erben der sächsischen Nebenlinie Sachsen-Merseburg fiel das Herzogtum wieder an Kursachsen zurück.

## Nebenlinien
Um auch seine drei nachgeborenen Söhne standesgemäß versorgen zu können, wies ihnen Herzog Christian I. noch zu seinen Lebzeiten jeweils eigene kleine Herrschaftsbereiche als Apanagen zu, die jedoch weiter in Abhängigkeit von der Hauptlinie blieben und deren Hoheitsrechte stark beschränkt wurden. Sie sind nach den Residenzen ihrer Besitzer benannt und starben bereits mit deren Tod wieder aus, da keiner von ihnen lebende Nachkommen zeugte. Zuvor gelang es noch der Linie Spremberg, die Hauptlinie Merseburg zu beerben.
- bis 1715 August (* 15. Februar 1655 in Merseburg; † 27. März 1715 in Zörbig), Herzog von Sachsen-Merseburg-Zörbig
- bis 1690 Philipp (* 26. Oktober 1657 in Merseburg; † 1. Juli 1690 in Fleurus), Herzog von Sachsen-Merseburg-Lauchstädt
- bis 1731 Heinrich (* 2. September 1661 in Merseburg; † 28. Juli 1738 in Doberlug), Herzog von Sachsen-Merseburg-Spremberg (erbt Sachsen-Merseburg 1731)